# Col de la Croix Morand

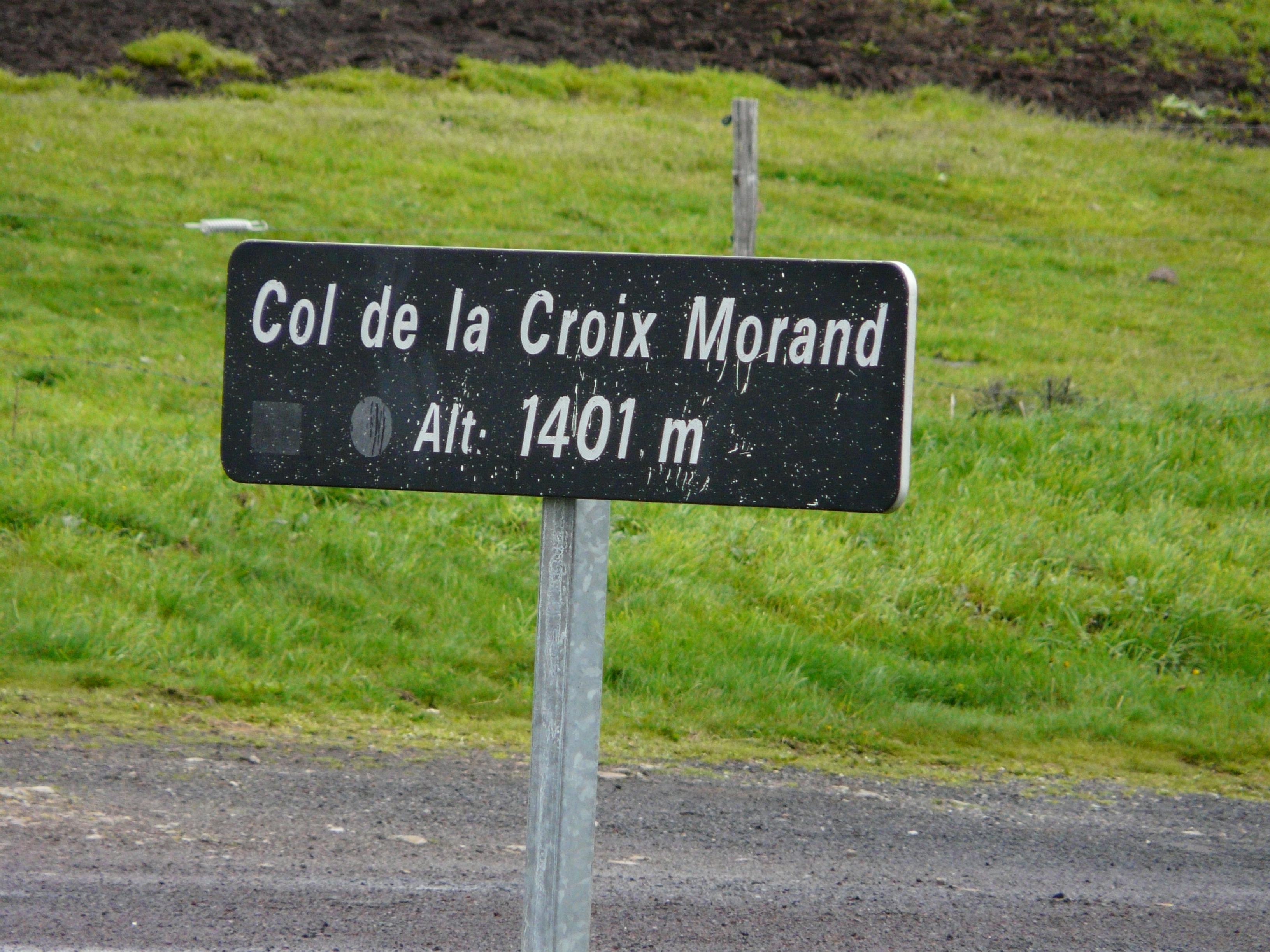
Bordje

De Col de la Croix Morand (ook wel col de Dyane) is een bergpas in het noorden van het Centraal Massief in het Franse departement Puy-de-Dôme. De pas ligt op een uitloper van de Mont Dore, de hoogste berg van het Centraal Massief met de Puy de Sancy als hoogste bergtop. De pasweg vormt een verbinding tussen de valleien van de Dordogne en die van de Chaudefour - Couze Chambon. De pas ligt op zo'n 27 kilometer van Clermont-Ferrand. De Col de la Croix Saint-Robert verbindt eveneens beide valleien, maar doet dit hogerop de berg.

## Wielrennen
Sinds 1947 werd de col al 7 keer beklommen in de Ronde van Frankrijk. Behalve in 1959 en 2025 betrof het een col van de tweede categorie. De volgende renners kwamen als eerste boven:
- 1951: Bernardo Ruiz
- 1952: Gino Bartali
- 1959: André Le Dissez
- 1992: Stephen Roche
- 1996: Richard Virenque
- 2008: Sylvain Chavanel
- 2025: Ben Healy